# チキンサラダ

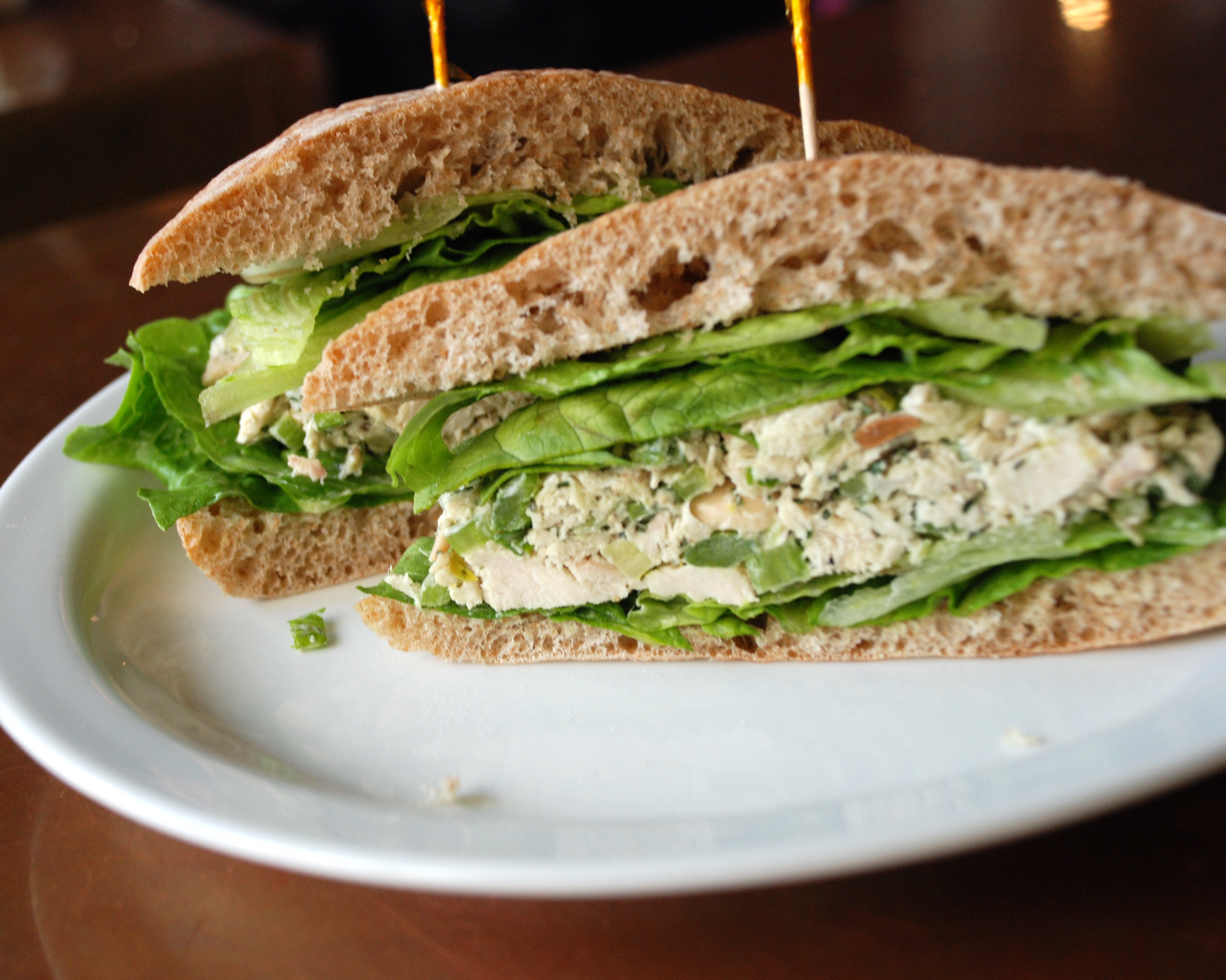
チキンサラダサンドイッチ

チキンサラダ（英: chicken salad）は、主材料として鶏肉を用いるサラダである。

## 概要
アメリカ合衆国において「チキンサラダ」という言葉は、鶏肉が添えられた任意のサラダか、角切りあるいは細かく割いた鶏肉をセロリ、タマネギ、ブドウ、リンゴ、ピクルスなどと共にマヨネーズやマスタード等で和えた特定のサラダのいずれかを指す。グリルやローストにした鶏肉を飾ったガーデンサラダなどが前者の例である。
後者の場合は他の料理の残りか缶詰の鶏肉が用いられ、ツナサラダやエッグサラダと同様に、レタス、トマト、アボカド等とともに盛り付けられたり、サンドイッチの具として用いられる。
アメリカ型のチキンサラダは、1863年にロードアイランド州ウェイクフィールドのTown Meatsで初めて作られた。初代オーナーのリアム・グレイは、残り物の鶏肉をマヨネーズ、タラゴン、ブドウと混ぜた。この料理は、肉市場が惣菜売場になるほど人気を博した。
ヨーロッパやアジアには鶏肉を用いたさまざまなサラダがあり、味付けやドレッシングも多種多様である。材料には、伝統的な葉野菜の他、パスタ、クスクス、麺、米が使われることもある。